# 白沙灣半島
白沙灣半島（又稱：麻籃笏半島）是香港新界西貢區的一個半島，位於白沙灣與牛尾海之間，屬於馬鞍山郊野公園範圍。
白沙灣半島曾於1979年2月16日被劃定為具特殊科學價值地點，面積110.2公頃，其特色是一個具生物多樣性的生境，惟於2000年代被取消具特殊科學價值地點的資格。

## 外部連結
- 具特殊科學價值地點 （页面存档备份，存于）